# Mihail Nikolajevič Zadornov
Mihail Nikolajevič Zadornov (rusko Михаи́л Никола́евич Задо́рнов), ruski pisatelj, komik, satirik in dramatik, * 21. julij 1948, Jūrmala, Sovjetska zveza (sedaj Latvija), † 10. november 2017, Moskva, Rusija.
Zadornov je znan po svojih satiričnih primerjavah Rusov in narodov iz drugih držav, še posebej Američanov. Preklical je svojo vizo za ZDA v protest zaradi obnašanja ameriških športnikov na Zimskih olimpijskih igrah v Salt lake Cityju leta 2002. Rodil se je v umetniški družini. Njegov oče, Nikolaj Pavlovič Zadornov, je bil priznani pisatelj iz Rige, mati pa je bila Jelena Melhjorovna. Mihail je diplomiral na Letalskem inštitutu v Moskvi (MAI) leta 1974, vendar se je v zgodnjih 1980-tih začel ukvarjati s pisanjem.
Po njem se imenuje asteroid glavnega pasu 5043 Zadornov.